# Gaston de Trannoy
Gaston de Trannoy (Mons, 17 ottobre 1880 – Villers-la-Ville, 24 dicembre 1960) è stato un cavaliere belga.

## Partecipazioni olimpiche
- Stoccolma 1912
  - Concorso completo a squadre: DNF
  - Concorso completo individuale: DNF
  - Salto ostacoli a squadre: 6º
  - Dressage individuale: 17º
- Anversa 1920
  - Dressage individuale: 7º